# 23 Аугуст
23 Аугуст (в миналото известно и като Голям Татлегач или Домница Елена на румънски: Tatlâgeac Mare, Domnița Elena; на турски: Büyük Tatlıcak, на кримскотатарски език Balaban Tatlıcaq) е село и център на селска община (кметство) в окръг Констанца, Северна Добруджа, Румъния. Носи за име датата 23 август 1944, когато след нахлуването на Червената армия в Румъния, опозицията сваля маршал Антонеску от власт.

## География и стопанство
Селската община се намира близо до брега на Черно море и езерото Татлегач. Свързва се посредством националният път DN39 с окръжната столица Констанца, с Мангалия и с Балчик. В източната част на общината преминава и жп линията Констанца-Мангалия. Повечето от жителите на селата в кметството се занимават със земеделие (6534 ха обработваема земя). Друга значителна част от работната сила допринася в корабостроителницата в Мангалия. Неопределен брой хора работят през летния сезон в близките курорти на Черно море.

## История
В края на XIX век общината се състои от селата Голям и Малък Татлегач и в нея живеят 568 жители. Обслужва се от четири джамии, по два във всяко село. Годишник от 1925 пише, че общината е дом за 870 жители и към нея са добавени още две села. През 1931 г. първото село и цялата община получават името" Домница Елена След Втората Световна Война комунистическият режим променя на името на общината и селото на 23 Аугуст, по датата на преврата, извършен от крал Михай I през 1944 година, а след 1960 получава местен и регионален статут в регион Кюстенджа

### Исторически паметници
Кметство 23 август притежава четири обекта, включени в списъка на историческите паметници в окръг Констанца като паметници от местно значение. Всички те са класифицирани и като археологически паметници, а три от тях са разположени в околностите на селото:
- селище от гръко-римската епоха (III-IV век), намиращо се на малък полуостров на югозападния бряг на езерото Татлегач;
- римско селище (II-IV век) – между езерото и морето;
- останки на селища от Епохата на ранното Средновековие на западния край на езерото, принадлежащи към Плисковско-преславска култура (VIII-X век);
- селска вила на 1 км югозападно от село Мошнени.

## Администрация и демография
Освен седалището в 23 Аугуст, кметството администрира и селата Дулчещи и Мошнени.
Според преброяване на населението, извършена през 2011 г., населението на община на 23 август расте до 5.483 от жителите, увеличаването на преброяването по-рано през 2002 г., когато са регистрирани 5.279 от жителите. Повечето жители са румънци (86,34%), малка част от татарите (7,9%). За 4,83% от населението етническа принадлежност не е известна.
От гледна точка на религиозните изповедания, повечето жители са православни (85,94%), малка част от мюсюлмани (8,3%). За 4,83% от населението не е известно конфесионална принадлежност.